# Karl Hartl

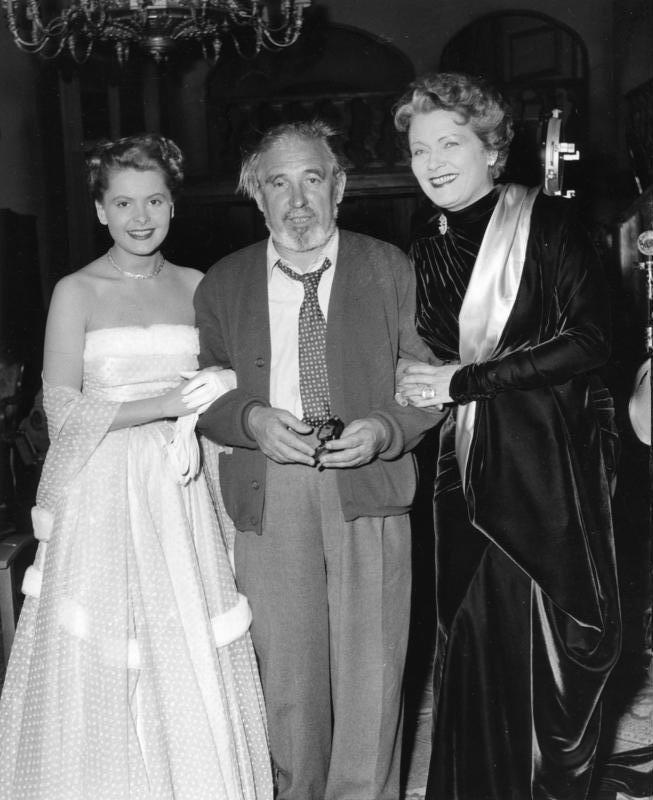
Karl Hartl 1953, omgiven av Johanna Matz och Olga Tjechova.

Karl Hartl, född 10 maj 1899 i Wien, Österrike-Ungern, död 29 augusti 1978 i Wien, Österrike, var en österrikisk filmregissör. Han slog igenom med filmen Grevinnan av Monte Christo 1932. Han gjorde sedan två tidiga science fiction-filmer med Hans Albers i huvudrollen, F.P.1 svarar ej och Guld. Sin största framgång fick han med komedifilmen Den falske Sherlock Holmes 1937, åter igen med Albers i huvudrollen.

## Filmregi, urval
- 1932 – Grevinnan av Monte Christo
- 1932 – F.P.1 svarar ej
- 1934 – Guld
- 1934 – En furstinnas kärlek
- 1937 – Den falske Sherlock Holmes
- 1942 – Den gudarna älska
- 1948 – Ängel med basun
- 1952 – I livets väntrum
- 1953 – Alles für Papa